# Miss Me
Miss Me è un brano musicale del rapper canadese Drake, estratta come terzo singolo dall'album Thank Me Later. Al brano collabora il rapper Lil Wayne. Il singolo è stato reso disponibile per il download digitale il 1º giugno 2010.

## Tracce
CD Single Cash Money / Motown - (UMG)
1. Miss Me - 5:06

## Classifiche
| Classifica (2010)          | Posizione più alta |
| -------------------------- | ------------------ |
| Billboard Canadian Hot 100 | 73                 |
| Stati Uniti                | 15                 |
| Stati Uniti (R&B/Hip-Hop)  | 3                  |
| Stati Uniti (Rap)          | 2                  |